# Paolo Basso
Paolo Basso (Besnate, 31 ottobre 1966) è un manager e sommelier italiano con cittadinanza svizzera, vincitore del titolo di "Miglior sommelier del mondo nel 2013".

## Biografia
Italiano di nascita, vive oggi in Ticino e possiede la doppia nazionalità. Si forma alla scuola alberghiera di Sondalo in Valtellina e prosegue la sua formazione con l’Associazione Svizzera dei Sommeliers Professionisti (ASSP) di cui oggi è membro e responsabile dei concorsi. Basso è uno dei 6 sommelier al mondo ad aver vinto il titolo di Miglior Sommelier d’Europa nel 2010 a Strasburgo e di Miglior Sommelier del Mondo nel 2013 a Tokyo. Inoltre, nel 1997 si aggiudica il titolo come Miglior Sommelier di Svizzera. Nell'anno 2018 viene insignito con il dottorato honoris causa dal Glion Institute of Higher Education per premiare il suo impegno nell'insegnamento e propagazione del sapere attorno al vino.
È stato attivo in diversi ristoranti ed è stato attivo a livello internazionale come consulente del gruppo alberghiero Kempinski e collabora alla promozione dei vini svizzeri con l’organismo Swiss Wine Promotion. Dal 2014 seleziona i vini per la compagnia aerea Air France ottenendo nel 2018 e 2019 il riconoscimento di "Best Airline Wine List of the World". Ha collaborato inoltre con i marchi Nespresso, Acqua Panna, Sanpellegrino, Carrefour France.
Membro di giuria di concorsi di degustazione come il Decanter World Wine Award di Londra, il Grand Prix du Vin Suisse a Sierre, il 5 Stars Wines Award di Vinitaly a Verona, collabora regolarmente con alcune riviste di settore come Sommeliers International. È inoltre membro del comitato tecnico dell’Association de la Sommellerie Internationale (ASI). Esercita l’attività di insegnamento al Glion Institute of Higher Education, all’École du vin de Changins e alla Worldsom Academy di Bordeaux. In passato ha insegnato all’École Hôtelière de Lausanne
Nel 2014 è stato nominato sommelier dell’anno da parte del Comitato Grandi cru d’Italia e nel 2016 ha ricevuto il premio Maestro d’Arte e Mestieri da parte della Fondazione Cologni dei mestieri d’arte ed Alma-Scuola internazionale di cucina italiana. Gestisce una propria attività di consulenza, la Paolo Basso Wine, sita a Lugano, in Svizzera. La sua passione per il vino l'ha portato ad una riconversione professionale verso la produzione e produce oggi in Ticino quattro vini dedicati alla figlia Chiara: Il Rosso di Chiara, Il Bianco di Chiara, Il Bouquet di Chiara e Fiore di Chiara.

## Riconoscimenti
- 1997: Miglior sommelier della Svizzera[6]
- 2010: Miglior Sommelier d'Europa[4]
- 2013: Miglior Sommelier del mondo[5]
- 2018: Insignito del Dottorato Honoris Causa